# Diego Durán

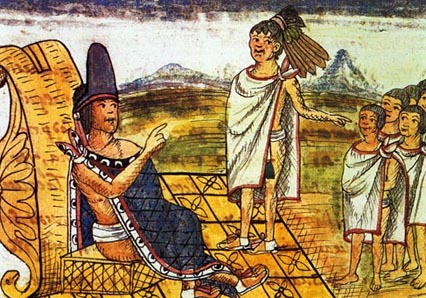
Moctezuma representado según códice del cronista del Diego Durán.

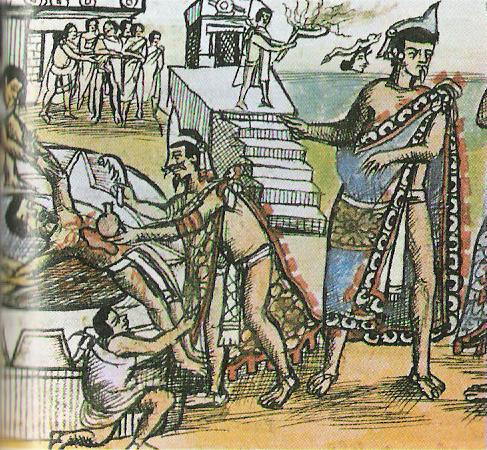
Grabado sobre un sacrificio humano de la América precolombina, mostrado en el libro Historia de las Indias de Diego Durán.

Diego Durán (Sevilla, España. 15 de junio de 1537-Ciudad de México, Virreinato de Nueva España. c. 1588), también conocido como Fray Diego Durán, fue un historiador y fraile dominico español. Es el autor de Historia de las Indias de Nueva España e islas de Tierra Firme, una de las primeras obras sobre diversos aspectos de la sociedad mexica, la cual realizó tras el estudio de un número importantes de testimonios originales, tanto orales como escritos, en lengua náhuatl.

## Obra
Su obra más importante es la Historia de las Indias de Nueva España e islas de Tierra Firme y mares, a veces referida como Códice Durán de la bena vida; fue editada por vez primera en varios volúmenes entre 1867 y 1880 por el interés de José Fernando Ramírez de rescatar dicho manuscrito de la Biblioteca Nacional de Madrid. Durán compuso dicha Historia luego de realizar una investigación exhaustiva en fuentes orales, códices y testimonios diversos, los cuales cotejó y confrontó para dar una versión más certera de la información acerca de los mexicanos y sus contemporáneos. A semejanza de Bernardino de Sahagún, el trabajo tuvo el objetivo antropológico de conocer de forma directa las costumbres y tradiciones de los pueblos de Mesoamérica, abarcando desde dibujos, hasta estudios de la lengua, mitos y leyendas, dioses, ritos funerarios, cultura, gastronomía y organización social y política.
En la Biblioteca Nacional de España se conserva un ejemplar manuscrito datado en 1587 titulado Historia de las Indias y relación de su idolatría y religión antigua con su calendario y que se considera obra suya. También son de su autoría el Libro de dioses y ritos (1574–1576) así como el Calendario antiguo (1579).
En relación con la Historia de las Indias de Nueva España e islas de Tierra Firme, el mexicano D. José Fernando Ramírez (de la Real Academia Española) realizó una transliteración de la obra manuscrita y en esta advierte que:

Su encuadernación es moderna y pasta holandesa. Tiene algunas hojas bastante estropeadas, y cuando se le encuadernó, quedaron algunas muy recortadas, con detrimento de algunas estampas y aún palabras, aunque son raras, puestas al margen. Está escrito a dos columnas y en letra del siglo XVI. No tiene más título que el que aparece en el respaldo de la primera estampa, el cual se ha calcado, así como las inscripciones que en dicha estampa se ven, en su parte superior y al pie. A continuación del título, que dice: Historia de las Indias de N. / Y islas y tierra firme, agregaron modernamente estas palabras—folio: tiene 344 folios.